# Il minatore
Il minatore è un romanzo dello scrittore giapponese Natsume Sōseki, pseudonimo di Natsume Kinnosuke. Il romanzo è stato originariamente pubblicato a puntate, dal 1º gennaio al 6 aprile del 1908, sul Asahi Shimbun, uno dei quotidiani più antichi e più diffusi in Giappone; la prima edizione italiana è del 2015, tradotta e curata da Antonio Vacca, con 16 illustrazioni f.t.

## Sinossi
Un giovane per sfuggire alla morsa amorosa stretta intorno a lui dalla passione per due ragazze comincia un viaggio che lo condurrà nelle viscere della terra, viaggio al termine del quale egli non sarà più la stessa persona che era partita. Romanzo d'amore, romanzo di formazione, romanzo psicologico, cronaca di una discesa agli Inferi, quest'opera ha sollecitato i critici nipponici a formulare paragoni con i grandi maestri del novecento: Faulkner, Proust, Salinger e Kafka.

## Illustrazione e relativo brano

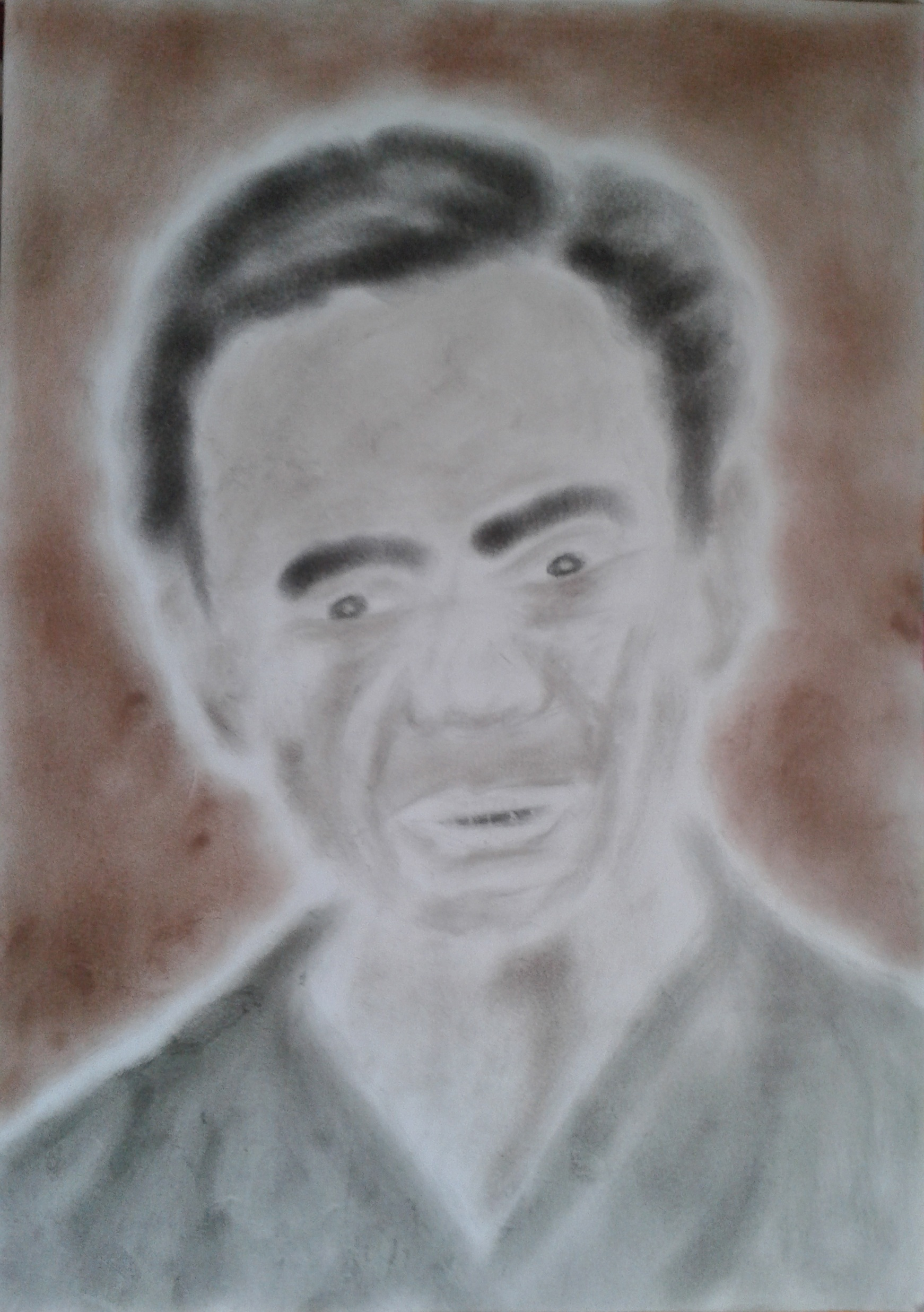
Chozo ovvero il Dotera

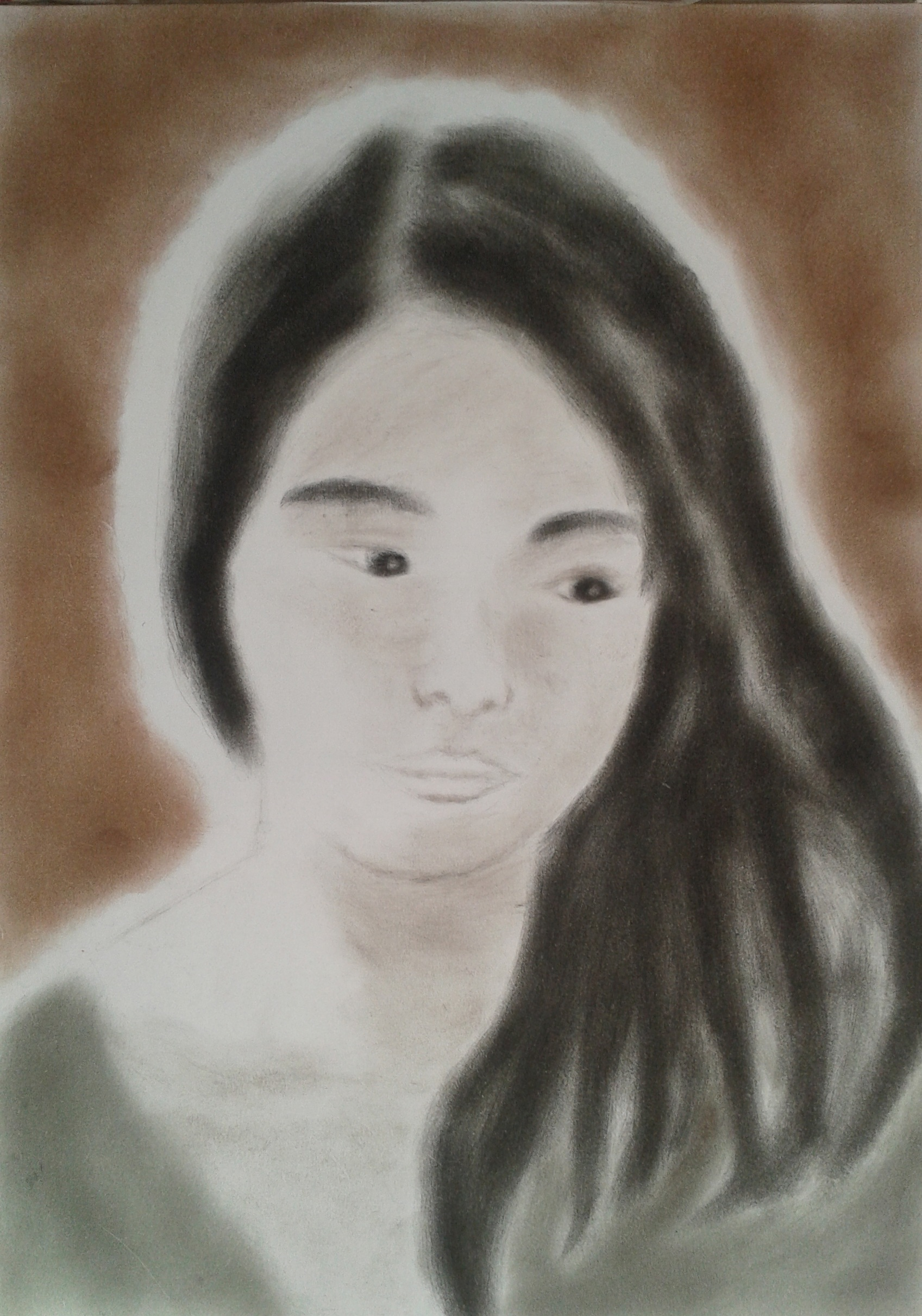
Prima ragazza

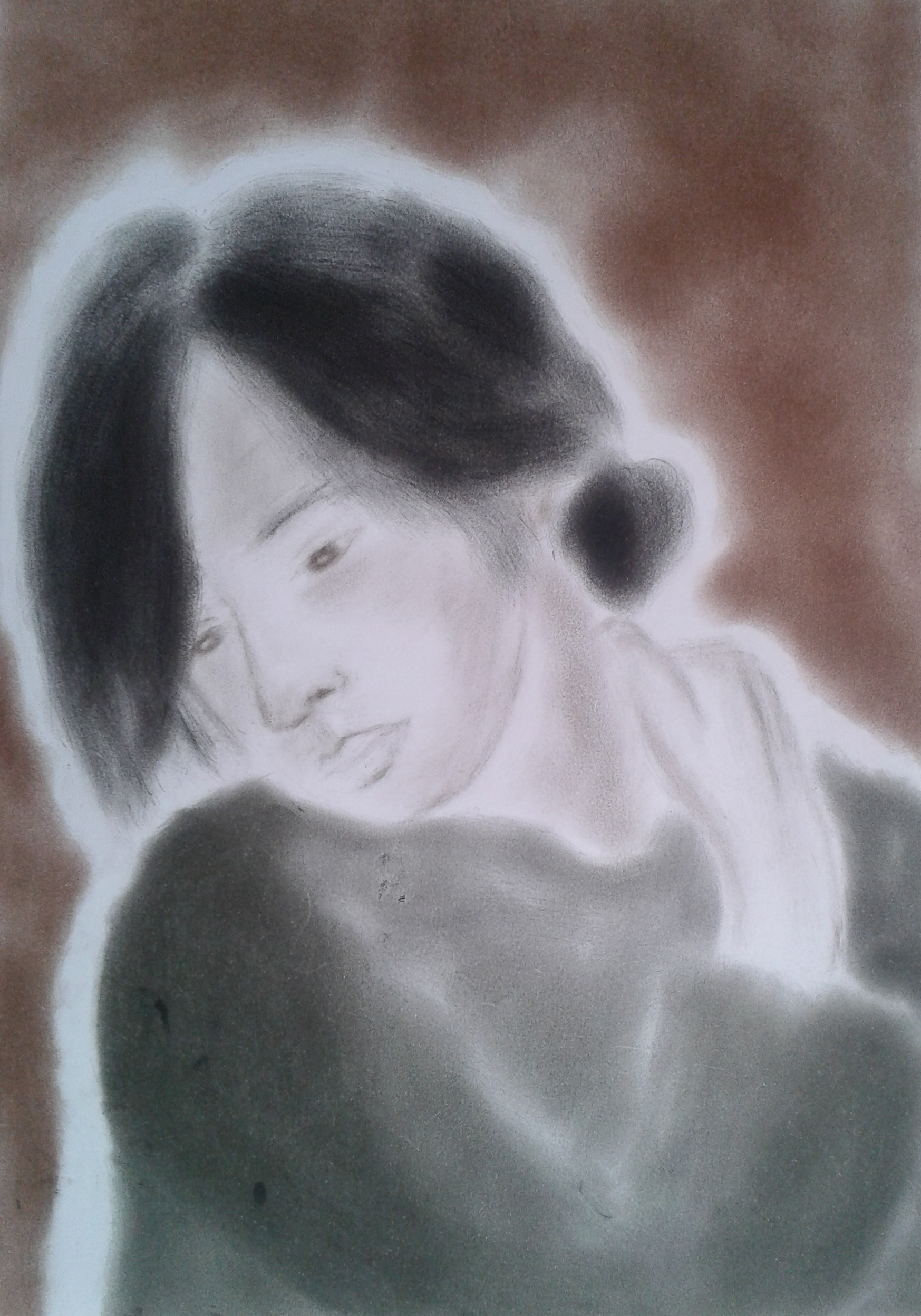
Seconda ragazza

## Edizioni
- Sōseki Natsume, Il minatore, traduzione di Antonio Vacca, con 16 illustrazioni f.t., Youcanprint, 2015,  p. 260.

- Sōseki Natsume, Il minatore, traduzione di Antonio Vacca, Edizione kindle.